# Cyrto-hypnum espinosae
Cyrto-hypnum espinosae är en bladmossart som beskrevs av David Maughan Churchill 1994. Cyrto-hypnum espinosae ingår i släktet Cyrto-hypnum och familjen Thuidiaceae. Inga underarter finns listade i Catalogue of Life.